# Роштар
Роштар (словац. Roštár) — село в окрузі Рожнява Кошицького краю Словаччини, історична область Гемера. Площа села 8,54 км². Станом на 31 грудня 2016 року в селі проживало 622 жителі. Протікає Ганковський потік.

## Історія
Перші згадки про село датуються 1318 роком.

## Населення
| Рік:            | 1994. | 2004.   | 2014.    | 2024.    |
| --------------- | ----- | ------- | -------- | -------- |
| Кількість осіб: | 495   | 538     | 609      | 701      |
| Різниця:        |       | +8,68 % | +13,19 % | +15,10 % |

| Рік:            | 2023. | 2024.   |
| --------------- | ----- | ------- |
| Кількість осіб: | 676   | 701     |
| Різниця:        |       | +3,69 % |